# Michael Nielsen
Michael Cosmus Bornemann Nielsen, född den 8 november 1847 i Langebæk, död den 6 juli 1930 på Frederiksberg, var en dansk präst och politiker.
Nielsen blev student (från Nykøbing) 1866 och candidatus theologiæ 1875. Han blev kaplan i Kallehave sistnämnda år, kyrkoherde i Elling 1880,  prost i Horns härad 1884 och kyrkoherde i Nysted 1887. Nielsen var kyrkoherde i Vemmelev 1897–1909 och prost i Slagelse härad 1905–1909. Han var folketingsman för Bogensekretsen 1892–1898 och censor vid folkskollärarexamen 1895–1899. Nielsen var kultusminister i ministären Zahle 1909–1910.

## Utmärkelser
- Riddare av Dannebrogorden,  1894[2]

[Redigera Wikidata]